# Kevin Zenón
Kevin Andrés Zenón (ur. 30 lipca 2001 w Goyi) – argentyński piłkarz występujący na pozycji lewego pomocnika, od 2024 roku zawodnik Boca Juniors.